# Distrito de Minamishitara

Mapa de la extensión inicial aproximada del Distrito de Minamishitara (en rosado) en la Prefectura de Aichi

Minamishitara (南設楽郡 Minamishitara-gun) era un distrito rural localizado al este de la prefectura de Aichi en Japón.
Para el 2004 (el último dato disponible), el distrito tuvo una población estimada de 16,703 personas y una densidad de población de 43.84 personas por km². Su área total era de 381.06 km ².

## Historia
El distrito de Shitara (設楽郡) era uno de los antiguos distritos de la provincia de Mikawa, habiendo sido creado en 903 a partir del distrito de Hoi (宝飯郡).  En las reformas catastrales de principios del período Meiji, el 22 de julio de 1878 el distrito de Shitara fue dividido en el distrito de Minamishitara y el distrito de Kitashitara. Con la organización de municipios del 1 de octubre de 1889, el distrito de Minamishitara fue dividido en un pueblo (Shinshiro) y 22 aldeas.
La aldea de Ebi fue elevada a categoría de pueblo el 28 de abril de 1894. En una ronda de consolidación, el número restante de pueblos fue reducido de 21 a 5 en 1906. El 15 de abril de 1955, Shinshiro anexionó las aldeas de Chisato y Togō, junto con las aldeas de Funatsuke y Yana del distrito de Yana.  El 1 de abril de 1956, las aldeas de Nagashino y Hōrai se fusionaron con el pueblo de Ono y la aldea de Nanasato en el distrito de Yana para formar la pueblo de Hōrai, dejando el distrito de Minamishitara con tres pueblos y una aldea. En septiembre del mismo año, el pueblo de Ebi fue anexionado a Hōrai junto con la aldea de Yamanoshida del distrito de Yana. El 1 de noviembre de 1958 Shinshiro fue elevado a categoría de ciudad.
El 1 de octubre de 2005, el pueblo de Hōrai, y la aldea de Tsukude se fusionaron a la ahora ampliada ciudad de Shinshiro (anteriormente también una parte del distrito). Por tanto, el distrito de Minamishitara fue disuelto a raíz de esta fusión.